# Bijela pšenica
Bijela pšenica (engleska pšenica, engleski pir, lat. Triticum turgidum) jednogodišnja biljka iz roda pšenica. Iz Azije prenesena je u velike dijelove Europe i Sjevernu Ameriku i sjevernu Afriku
Prema Kew-u postoji nekoliko podvrsta koje su se ponekada smatraju posebnim vrstama.

## Podvrste
1. Triticum turgidum subsp. carthlicum (Nevski) Á.Löve, perzijska pšenica
2. Triticum turgidum subsp. dicoccoides (Asch. & Graebn.) Thell.,
3. Triticum turgidum subsp. dicoccum (Schrank ex Schübl.) Thell., dvozrna pšenica
4. Triticum turgidum subsp. durum (Desf.) Husn., tvrda pšenica, durum pšenica
5. Triticum turgidum subsp. georgicum (Dekapr. & Menabde) Mackey ex Hanelt, kolhijska pšenica
6. Triticum turgidum subsp. polonicum (L.) Thell., poljska pšenica
7. Triticum turgidum subsp. turanicum (Jakubz.) Á.Löve, korasonska pšenica
8. Triticum turgidum subsp. turgidum

- T. turgidum
- T. turgidum
- T. turgidum
- T. turgidum, sjeme